# ۲۹۱ (قمری)
۲۹۱ (قمری)، دویست و نود و یکمین سال در گاهشماری هجری قمری است. اول محرم این سال برابر با بیست و نهم نوامبر سال ۹۰۳ میلادی است.

## رویدادها
- بردن گروهی از قرمطیان به بغداد و مثله کردن و کشتار آنان؛ گروهی از بازمانده اسیران قیام زنگیان را نیز همزمان به بغداد بردند همان بلا را بر سرشان آوردند.

## وابسته
- عبدالرحمان صوفی

## منبع
- مشکویه رازی، تجارب‌الامم، ترجمهٔ علینقی منزوی، جلد پنجم، چاپ اول، انتشارات توس، ۱۳۷۶